# Сергієнко Роллан Петрович
Сергієнко Роллан Петрович (19 січня 1936 — 4 грудня 2020) — радянський та український кінорежисер. Лауреат Державної премії України ім. Т. Г. Шевченка (1991).

## Біографія
Народився 19 січня 1936 р. в місті Щорс (сучасний Сновськ) Чернігівської області в родині вчителів. Закінчив режисерський факультет Всесоюзного державного інституту кінематографії (1963, майстерня О. П. Довженка).
З 1963 р. працює на Київській кіностудії ім. О. П. Довженка.
Член Національної Спілки кінематографістів України.
Син: Сергієнко Олексій Ролланович (помер 2013 р.) — режисер-документаліст. Продюсер, автор сценарію, режисер-постановник документального повнометражного фільму «Здрастуй, тато. Роман про Роллана» (2013). Фільм удостоєний спеціального призу на Міжнародному кінофестивалі документальних фільмів в Саратові «Саратовські страждання»-2013..

## Творчість
Режисера Р. Сергієнка передусім цікавить світ у цілості й водночас світ, побачений очима українця. Найхарактерніша ознака всіх його стрічок — укоріненість культури. За радянського режиму фільми митця мали непросту сценічну долю. Так фільм «Білі хмари» за романом Олександра Сизоненка був авторською спробою заговорити в шістдесяті роки про «соціалізм із людським обличчям», але через правдиве художнє відтворення сцен, пов'язаних з виїмкою зерна у селян, з їхнім відчаєм перед неминучим голодом, фільм було заборонено.
Драматично склалася доля ще одного талановитого фільму «Відкрий себе»: після чотирьох нищівних переробок його «поклали на полицю». Ця кінострічка була присвячена 250-літтю з дня народження Г. Сковороди. Над фільмом працювали, крім режисера Р. Сергієнка, Володимир Костенко, Микола Шудря, Іван Миколайчук, Костянтин Степанков, оператор О. Коваль, композитор Іван Карабиць. Через майже два десятиліття за цей фільм режисера було удостоєно званням лауреата Шевченківської премії.
Світовий резонанс здобула серія фільмів Р. Сергієнка про Чорнобильську катастрофу.

## Фільмографія
- «Карти» (1964)
- «Білі хмари» (1968)
- «Освідчення в коханні» (Українська студія хронікально-документальних фільмів, 1966)
- «Ритм задано світові» (Київнаукфільм, 1971 — Приз фестивалю «Молоді — молодим» і V Всесоюзного кінофестивалю 1972 р. в Тбілісі)
- «Відкрий себе» (1972)
- «Микола Реріх» (1976)
- «Закон Вернадського» (1984)
- «Щастя Никифора Бубнова» (1986)
- «Дзвін Чорнобиля» (1986–1989, у 3 серіях)
- «Поріг» (1988)
- Тарас (1989), Національна премія України імені Тараса Шевченка в галузі кіномистецтва (1989)
- «Наближення до Апокаліпсису: Чорнобиль поряд» (1990)
- «Межа» (1993)
- «Чорнобиль. Тризна» (1994)
- «Сповідь перед учителем» (1995)
- «Чорнобиль. Післямова» (1996, авт. сц.)
- «Чорнобиль-2001 — Заповіт» (2002)

Та інші. Усього 29 фільмів.